# Tiachiv
Tiachiv (em ucraniano:  Тячів, em russino:  Тячово) é uma cidade da Ucrânia, situada no Oblast da Transcarpátia. Tem 27 km² de área e sua população em 2020 foi estimada em 8.972 habitantes.